# La calle en que vivimos
La calle en que vivimos é uma telenovela mexicana, produzida pela Televisa e exibida em 1964 pelo Telesistema Mexicano.

## Elenco
- Andrea Palma
- Alejandro Ciangherotti
- Jaime Fernández
- Rafael Llamas